# ISO (entreprise)
ISO S.r.l. - Industria Scientifica Ottica Srl Milano était un fabricant italien d'appareils photographiques et d'optiques fondé en 1946, à la fin de la Seconde Guerre mondiale à Milan par la famille Viganò, opticiens, avec l'assistance du professeur Argentieri. La société disposait de 2 ateliers, l'un à Milan, avec son siège social, et l'autre à Rovereto, dans la province de Trente, dans la région du Trentin Haut-Adige.

## Historique
Le premier modèle prototype fut l'ISO Lux lancé en 1947, ressemblant au Leica III. Il était équipé d'un objectif Luxar Leica 50/3,5. Le modèle a ensuite été modifié et commercialisé avec des objectifs sans mécanisme de réglage de la mise au point car intégré au corps de l'appareil photo en façade comme le Contax. Il possédait également un objectif ISO Iriar 50/3,5. Environ 300 exemplaires de ce modèle ont été produits.
En 1950, pour succéder au le premier modèle, ISO présente le Bilux sans le posemètre optique à extinction du Lux, mais avec un mécanisme d'avance rapide du film avec une gâchette escamotable présente sur le bas de l'appareil (type Leicavit). De plus, l'oculaire interchangeable était doté d'un réglage dioptrique pour compenser les défauts de vision du photographe.
En 1952, cet appareil photo a été amélioré en intégrant une synchronisation réglable du flash. Au dos de l'appareil, un bouton réglable de 0 à 10 permettait de synchroniser l'obturateur avec les différents types d'ampoules flash disponibles sur le marché de l'époque. Environ 400 exemplaires de ce modèle ont été produits.
En 1953, deux prototypes, ISO Senior et ISO Junior, jamais commercialisés, sont présentés à la Foire de Milan. Plus tard, les modèles ISO Reporter et ISO Standard sont commercialisés avec les mêmes caractéristiques que les prototypes Senior et Junior. L'ISO Reporter était similaire au Bilux avec quelques améliorations esthétiques, tandis que l'ISO Standard était un modèle d'entrée de gamme qui coûtait un peu moins de la moitié du Reporter. Ils étaient équipés :
- d'objectifs de qualité :
  - ISO Iadar 50/3.5,
  - ISO Iriar 50/2.8,
  - ISO Arion 50/1.9,
- de téléobjectifs :
  - ISO Aglar 80/2.5,
  - ISO Iriar 125/2.8,

tous développés et fabriqués en interne. Plus tard, un objectif grand angle a également été commercialisé : l'Angulor 28/3,3 produit par Som Berthiot.
Grâce à la qualité de ses appareils, un accord commercial a été signé avec la société allemande Hensoldt AG (it) de Wetzlar, société contrôlée par Zeiss, qui a voulu importer ces appareils en Allemagne et les commercialiser sous la marque Hensoldt. En même temps, ces mêmes modèles, produits par ISO, étaient commercialisés en Italie sous la marque allemande Hensoldt. Ces deux modèles sont restés en production jusqu'en 1960 avec un total de ventes d'environ 1 500 Reporter et 1 000 Standard, volume relativement modeste en raison de leur coût très élevé.
En 1955, à la Foire de Milan, ISO présente le modèle Stéréo 120 qui est commercialisé, l'année suivante, sous le nom de Duplex Super 120. Il permettait d'obtenir des images simples ou doubles grâce aux deux objectifs séparés. En 1956, le modèle plus simple et moins cher Duplex 120 est lancé. Parmi les différents, il y avait un écran pour voir les stéréogrammes. Le Duplex Super 120 a été produit jusqu'en 1970 à environ 10 000 exemplaires, tandis que 4 000 exemplaires du Duplex 120, moins cher, ont été fabriqués.
Outre les appareils photo, ISO a produit et commercialisé également d'autres produits optiques :
- des petites jumelles de théâtre,
- agrandisseur Minimax pour négatifs 24x36 présenté à la Foire de Milan[4]
- projecteur de diapositives Pancolor équipé d'un objectif ISO Proetar 80/2,5.

## Kinax
En 1956, la marque française Kinax dont les 6 x 9 à soufflet se vendent de plus en plus mal tente de commercialiser une version française du Super Duplex. Il est prévu le montage d'obturateurs en provenance de Atoms et d'objectifs Flor-Berthiot mais la débâcle de l'entreprise met fin à ce projet et les rares Kinax 3D vendus sont identiques au modèle italien à part le marquage sous le viseur.

## Liens extérieurs
- (it) L’industrie photografique italienne (Photographie Nadir Magazine)
- (ja) Italia - I.S.O.
- (en) Highlights
- (en) Leica Copy Cameras
- (en) 35mm Italian Jewels (novacon.com.br)
- (it) Industria Scientifica Ottica - Milano (Appareils photographiques italiens 1946-1964)